# Darnius
Darnius là một đô thị trong comarca Alt Empordà, Girona, Catalonia, Tây Bna Nha.